# Czyrna
Czyrna est une localité polonaise de la gmina de Krynica-Zdrój, située dans le powiat de Nowy Sącz en voïvodie de Petite-Pologne.